# Drugi poročnik (Indija)

Drugi poročnik je častniški vojaški čin Indijske kopenske vojske, ki v sklopu Natovega standarda STANAG 2116 sodi v razred OF-1. Čin je bil neposredno prevzet po istem britanskem činu, pri čemer so zamenjali krono z narodnim grbom Indije in tudi preoblikovali zvezdo. Trenutno čin ni več v aktivni uporabi, saj so častniški kadeti neposredno povišani v čin poročnika.
Nadrejen je činu subederja majorja in podrejen činu poročnika. Enakovreden je činu pilota častnika Indijskega vojnega letalstva in činu podporočnika Indijske vojne mornarice. 
Oznaka čina je sestavljena iz ene zvezde.